# 普魯西阿斯一世

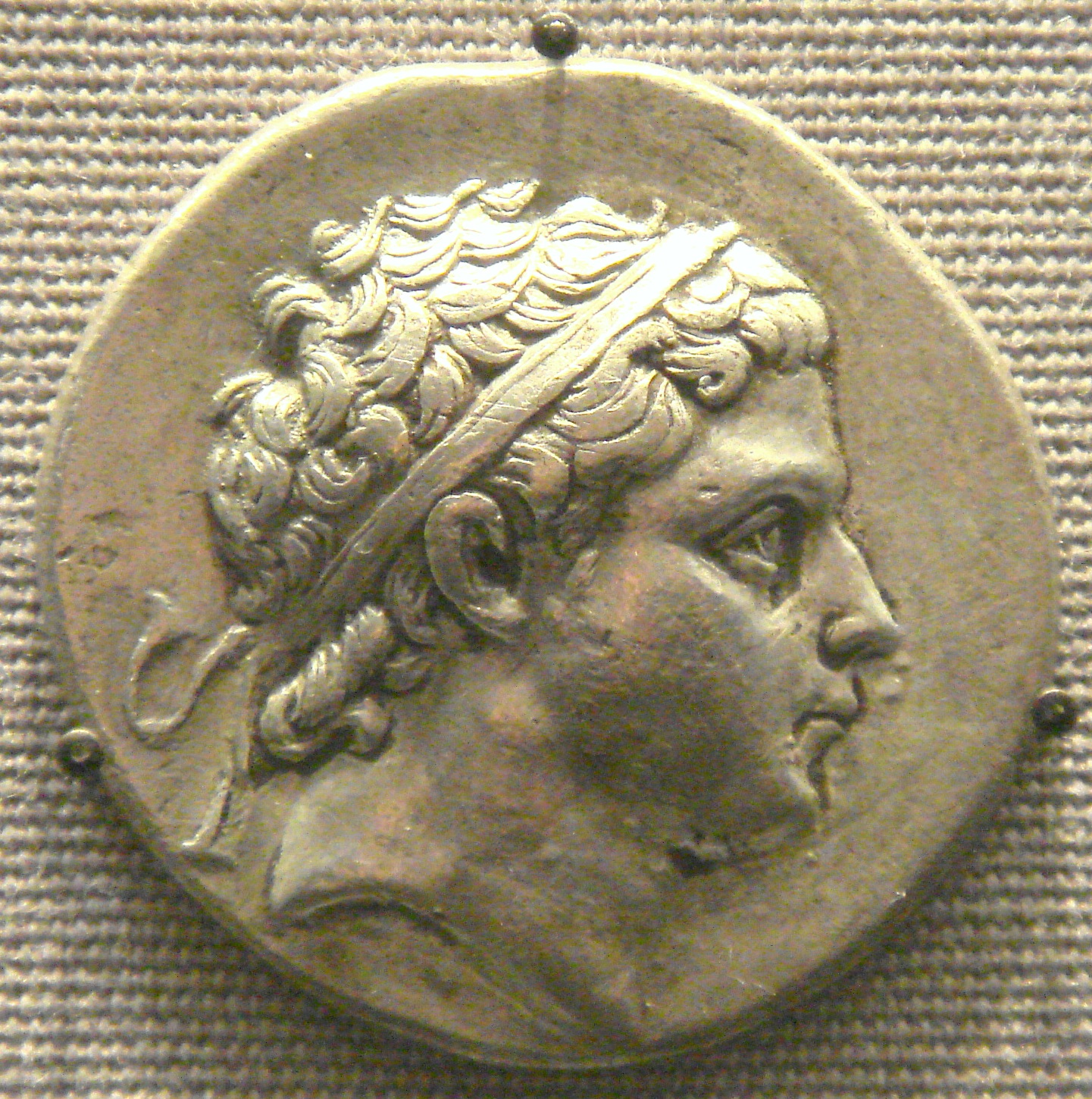
普魯西阿斯一世年輕的肖像.

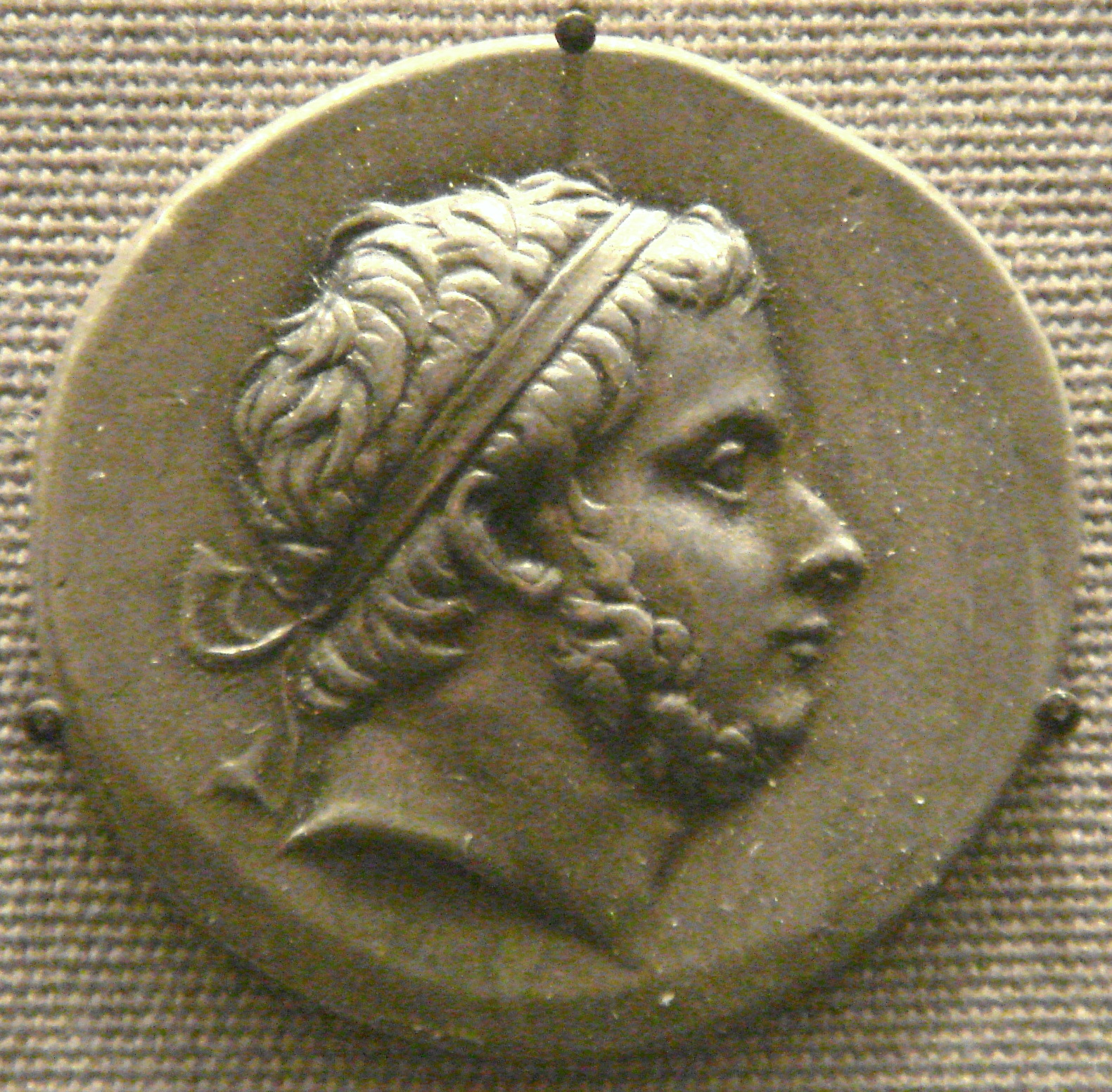
普魯西阿斯一世晚年並蓄鬍的肖像.

普魯西阿斯一世（跛腳）（希臘語 Προυσίας Α' ὁ Χωλός，?—前182年），是比提尼亞王國國王，基阿埃拉斯的兒子。統治期間約在前228年－約前182年。
普魯西阿斯一世與馬其頓王國國王德米特里二世聯姻，娶德米特里二世的女兒阿帕瑪，並與馬其頓同盟。前220年，普魯西阿斯與拜占庭交戰，然後擊敗之前尼科美德一世引進小亞細亞的高盧人，並在一連串戰爭中，從帕加馬國王阿塔羅斯一世和黑海的赫拉克利亞·潘提卡手中奪得許多領土。馬其頓國王腓力五世在前202年贈與他基俄斯和邁爾里兩個港口，分別命名為普魯西亞斯和阿帕米亞。
當羅馬共和國與塞琉古國王安條克三世爆發羅馬-敘利亞戰爭時，普魯西阿斯一世抱持中立，但之後願對迦太基將軍漢尼拔提供庇護，讓漢尼拔幫他與帕加馬對抗。
普魯西阿斯一世逝世後，王位由其子普魯西阿斯二世繼承。
| 前任： 基阿埃拉斯 | 比提尼亞國王 前228年－前182年 | 繼任： 普魯西阿斯二世 |